# Des appels monstrueux
Des appels monstrueux est un livre de R. L. Stine. Dans l'édition américaine, il est le 50e tome de la série Chair de poule; dans l'édition française (Bayard Poche), il en est le 38e

## Résumé
David Beamer, un élève de 6e est le souffre-douleur de ses camarades et plus particulièrement de Sandra, une élève de 4e qui est aussi la présidente du journal de l'école. Pour se venger de son renvoi (injuste selon lui) par Sandra, il décide d'écrire une phrase sur la dernière page de la prochaine édition du journal : « Si vous êtes un monstre, appelez Sandra vers minuit ! ». Mais Sandra n'est pas dupe et change le message pour que ce soit David le destinataire des appels des monstres. Bientôt, le cauchemar commence pour David, surtout quand lesdites "créatures" ont fait de lui leur chef pour créer un plan maléfique, consistant à transformer les habitants de la ville natale de David en monstres.

## Anecdote
- Ce livre a eu son adaptation télévisée dans la série TV Chair de poule. L'épisode de Appels monstrueux dure 20 minutes.